# Морская рота
Морская рота — одна из первых частей Добровольческой армии.

## История
В начале ноября 1917 года капитан 2-го ранга В. Н. Потёмкин начал формировать в Ростове на яхте «Колхида» армейскую роту из морских офицеров и гардемарин. Когда личный состав вырос до 35-40 человек, рота начала нести караульную службу в порту и на главной электрической станции. В декабре роту перевели в здание Мореходного училища, где она пополнилась до 65 человек за счет воспитанников училища и гимназистов.
С 3 по 17 января в составе Таганрогского отряда полковника Кутепова обороняла Таганрог и Ростов от наступающей группы Сиверса.
17 января 1918 года роту отправили охранять товарную станцию Батайск, где уже находился спешенный Ударный дивизион Кавказской кавалерийской дивизии под командованием полковника В. М. Ширяева (120 человек при двух орудиях). 12 февраля объединенному отряду пришлось в течение суток вести бой с многократно превосходящим их численностью красным отрядом И. Л. Сорокина, поддерживаемым бронепоездом. В бою отряд потерял убитыми и ранеными больше половины личного состава, после чего под покровом темноты отступил к станице Ольгинской, а затем в Ростов. В бою был тяжело ранен командир Морской роты капитан 2-го ранга Потёмкин.
По возвращении в Ростов поредевшая Морская рота вошла в состав 4-й роты Офицерского полка.

## Форма
Армейское обмундирование с морскими погонами и трехцветный добровольческий шеврон на рукаве, поверх которого был нашит Андреевский флаг размером 1 1/2 х 2 дюйма.